# Masters de Montecarlo 1974
El Abierto de Montecarlo 1974 fue un torneo de tenis masculino jugado sobre tierra batida. Fue la 68.ª edición de este torneo. Se celebró entre el 8 y el 14 de abril de 1974.

## Campeones

### Individuales
Andrew Pattison vence a  Ilie Năstase, 5–7, 6–3, 6–4.

### Dobles
John Alexander /  Phil Dent vencen a  Manuel Orantes /  Tony Roche, 7-6, 4-6, 7-6, 6-3.